# Вильнюс (журнал)
«Вильнюс» — литературно-художественный и общественно-политический журнал Союза писателей Литвы, выходивший в Вильнюсе на русском языке под таким названием с августа 1989 года, до того — под названием «Литва литературная». 

## История
Журнал «Литва литературная» выходил с июля 1978 года на русском языке, первоначально был двухмесячным. В 1987—1994 годах выходил ежемесячно, сменив в августе 1989 года название на «Вильнюс». 
Публиковал произведения литовских и русских писателей Литвы, литературно-критические статьи, материалы по истории и истории культуры Литвы, знакомил русского читателя с событиями общественно-политической и культурной жизни страны. 
Тираж в 1978 году — 1900 экземпляров, в 1982 — 8200, в 1990 — 8500, в 1997 — 1000 экземпляров. С конца 1990-х годов журнал выходил с большими перерывами, один-два номера в год, в 2004—2008 годах с подзаголовком «Литературная панорама Литвы» (главный редактор Эугениюс Алишанка). 
Параллельно с декабря 1994 года под названием „Vilnius“ (с 2003 года „The Vilnius Review“) стал выходить на английском языке журнал Союза писателей Литвы, посвящённый литовской литературе, критике и истории периодичностью один-два раза в год (ISSN 1648-7324). Редактор Эугениюс Алишанка. Тираж в 1994 году — 2000, в 1997 году — 1500 экземпляров.

## Редакция
Главные редакторы: писатель и журналист Витаутас Радайтис (1978—1988), журналист и переводчик Эвалдас Матвекас (1988—2003), с 2003 года Эугениюс Алишанка. В редакции работали Виталий Асовский, Василий Барановский, Владас Бразюнас, Андрюс Бучис, Лилия Войтович, Ромас Даугирдас, Ричардас Захарка, Юрий Кобрин, Ромуалдас Мачюлис, Светлана Насонкина, Светлана Рагожа, Альберт Сельчинский и другие. 